# 黃程鋒
黃程鋒（英語：WONG Davin Kenneth，1998年7月3日—），加拿大籍香港人，二零一八年度香港大學學生會會長及二零一九年度署理會長暨署理學生福利秘書，並為香港大學校務委員會成員。
中學就讀天主教崇德英文書院，現為香港大學法學士四年級生，現時離港並休學。

## 相關事件
香港大學學生會評議會大學事務委員會於2019年7月12日晚舉行「光復港大 守衛我城」集會，抗議校長張翔就七一衝突譴責示威者的聲明。集會完結後，署理主席黃程鋒號召數百名學生由中山廣場遊行至校長寓所，要求與張翔見面。張翔其後出來與學生對話約40分鐘，承諾下周再與學生公開對話。 港大其後於7月18日傍晚舉行校長論壇，張翔與港大學生、校友和教職員就近日社會事件展開對話。黃程鋒表示，校長仍未能理解和回應學生，認為距離成功的對話仍有一段路。
黃程鋒於2019年8月30日凌晨離開灣仔修頓場館時，在球場對出一個巴士站候車，突然被一名身高約1.75米、身穿白衣、戴白色CAP帽及黑口罩的男子從後襲擊，該男子手持兩條藤條打向黃的頸及肩，黃伸出右手擋住，手腕被打傷。黃感自己及家人的人身安全受威脅，故已離開香港，並辭任所有學生會職務。